# Bruce Bourke
Bruce Bourke (Brighton-Le-Sands, 5 febbraio 1929 – 21 giugno 2023) è stato un nuotatore e pallanuotista australiano.

## Biografia
Rappresentò l'Australia ai Giochi olimpici estivi di Londra 1948, gareggiando nei 100 metri stile libero e nei 100 metri dorso.
Con la nazionale di pallanuoto vinse i Giochi dell'Impero Britannico di Auckland 1950.
Suo figlio Glenn Bourke fu velista di caratura internazionale e partecipò ai Giochi olimpici di Barcellona 1992.

## Palmarès
- Giochi dell'Impero Britannico

Auckland 1950:  Oro nella pallanuoto;